# Yakima
Yakima je město v okresu Yakima County ve státě Washington ve Spojených státech amerických. Jde o 11. největší město ve státě Washington a 350. největší město v USA. V Yakima County je Yakima jednak největším, jednak správním městem. Město se nachází asi 100 kilometrů jihovýchodně od Národního parku Mount Rainier. 
K roku 2020 zde žilo 96 968 obyvatel. S celkovou rozlohou 73 km² byla hustota zalidnění 1 341 obyvatel na km². Město se nachází v zemědělské oblasti, přičemž hlavními plodinami pěstovanými v jeho okolí jsou chmel, jablka a vinná réva. K roku 2011 bylo v okolí Yakimy pěstováno 77 % všech rostlin chmele ve Spojených státech. Název města Yakima je pak odvozen od názvu užívaného původními obyvateli, kteří dodnes žijí v rezervaci v jižní části města. Městem protéká řeka Yakima.